# Organisationskommunikation
Organisationskommunikation (oft Englisch Organizational Communication) ist ein Forschungsgegenstand im Schnittbereich von Kommunikationswissenschaft (besonders PR-Forschung) und Organisationstheorie und bezeichnet die internen und externen Kommunikationsprozesse von Organisationen. Organisationskommunikation wird damit im Allgemeinen als Kommunikation in, sowie als Kommunikation von Organisationen verstanden. Bezieht sich Organisationskommunikation auf die Organisationsform Unternehmen, so wird auch von Unternehmenskommunikation gesprochen. Weitere organisationale Kommunikationsarten sind z. B. Verbandskommunikation, NGO-Kommunikation und Parteienkommunikation.

## Begriff und Definition

### Begriffsverständnis in der Wissenschaft
Der Begriff wird in der Fachliteratur unterschiedlich belegt; Grundlagen für das Verständnis des Begriffes sind u. a. bei Anna Maria Theis-Berglmair (2003), Manfred Rühl (2015) und Herger (2004) zu finden. Die Kommunikation in Organisationen erfasst alle internen Kommunikationsvorgänge, also beispielsweise Teamarbeit oder Prozesse der Entscheidungsfindung. Die Kommunikation von Organisationen erfasst alle externen Kommunikationsvorgänge. Unter Bezugnahme auf die Organisationstheorie wird Public Relations der Organisationskommunikation als Teilbereich untergeordnet. Hier liegt das Forschungsinteresse beispielsweise auf dem prägenden Einfluss von Organisationen auf Themenwahl bzw. -aufbereitung seitens der Massenmedien (siehe hierzu Determinationsthese). 
Technische Medien können bei den Kommunikationsvorgängen eine Rolle spielen. Organisationskommunikation als Forschungsfeld muss nicht zwingend nur die Kommunikation in, von oder gar für Organisationen in institutionellem Sinne fokussieren, sondern kann als Kommunikation dynamisch verstandener Organisationsvorstellungen begriffen werden, die sich beispielsweise in unterschiedlichen Formen von Organisationsmodellen oder Organisationskonzepten widerspiegeln.
Der Begriff Organisationskommunikation wird auch im engen Sinne von Öffentlichkeitsarbeit, Public Relations bzw. im Sinne einer integrierten Unternehmenskommunikation verwendet, die zum Teil jedoch nur spezifische Aspekte des allgemeinen Begriffes herausgreifen. Aus der Sicht der Kommunikationswissenschaft ist Organisationskommunikation ein Typus der Kommunikation nach dem Grad der Öffentlichkeit neben individueller, Gruppen- und Massen-Kommunikation.

### Begriffsverständnis in der Berufspraxis
Aus der Sicht der Praxis wird oft Organisationskommunikation mit vernetzter, integrierter Kommunikation gleichgesetzt und bezeichnet die Kommunikation einer Organisation, bei der die verschiedenen Kommunikationsdisziplinen, wie PR, Marketing und Werbung, in ein gesamtes Konzept gebracht, miteinander koordiniert und aufeinander abgestimmt werden. Diese Sicht – obwohl auch umfassend – stellt eine deutliche Eingrenzung des Begriffes dar und ist nur durch den praktischen Verwendungshintergrund gerechtfertigt.

## Studium
Neben Studiengängen unter dem Namen Organisationskommunikation existieren Studiengänge mit ähnlichen Lehrinhalten unter anderen Bezeichnungen wie beispielsweise Communication Management, Public Relations, Strategische Kommunikation und Unternehmenskommunikation.